# Jorge M. Pérez
Jorge M. Pérez (Buenos Aires, 17 de octubre de 1949) es un desarrollador inmobiliario, coleccionista de arte, filántropo y multimillonario argentino-cubano-estadounidense. Se desempeña como presidente y director ejecutivo de The Related Group. Apareció en el puesto 316 en la lista Forbes 400 con un valor neto de US $2.6 mil millones en octubre de 2018.

## Primeros años
Pérez nació el 17 de octubre de 1949 en Buenos Aires, Argentina de padres cubanos de origen español. Vivió en Colombia antes de mudarse a Miami en 1968. Su padre era el jefe de una empresa farmacéutica que fue nacionalizada por el gobierno cubano. Tiene una licenciatura en economía de la Universidad de Long Island, y una maestría en planificación urbana de la Universidad de Míchigan.

## Carrera profesional
Pérez fue director de desarrollo económico de la ciudad de Miami antes de ingresar al negocio inmobiliario y convertirse en desarrollador. En 1979, fundó Related Group con el constructor de Nueva York Stephen M. Ross. Pérez construyó su fortuna construyendo y operando apartamentos multifamiliares para personas de bajos ingresos en Miami. La firma se convirtió en el constructor de viviendas asequibles más grande de Florida a mediados de la década. Luego se diversificó en apartamentos de alquiler antes de convertirse en uno de los constructores de condominios de gran altura más prolíficos en el sur de los Estados Unidos. Pérez ha sido propietario de 50 torres de condominios en varias etapas de finalización en el sur de Florida, Fort Myers y Las Vegas. Se le ha llamado el "Donald Trump de los trópicos". Durante su carrera, Pérez ha desarrollado o gestionado más de 90.000 residencias, la mayoría de las cuales se encuentran en el sur de Florida. Ha trabajado con muchos diseñadores, arquitectos y firmas de renombre, incluidos Philippe Starck, César Pelli, Arquitectonica, David Rockwell, Rem Koolhaas y Karim Rashid.
Related Group tuvo $2.1 mil millones en ingresos en 2004, colocando a Pérez en la cima de las 500 empresas hispanas durante este período de tiempo. Es un activo recaudador de fondos demócrata; asesoró a Bill Clinton sobre Cuba durante su presidencia y fue un activo recaudador de fondos para la fallida campaña presidencial de la senadora Hillary Clinton. En 2008, también recibió y recaudó dinero para Barack Obama después de convertirse en el candidato presidencial demócrata.
El 18 de noviembre de 2007, Related Group demolió el Sheraton en Bal Harbour para dar paso a un nuevo proyecto. El Sheraton en Bal Harbour, originalmente llamado Americana, fue creado por el arquitecto Morris Lapidus, quien también diseñó los hoteles Fontainebleau Miami Beach y Eden Roc, edificios que habían inspirado la Arquitectura moderna de Miami (MiMo).
Con la Crisis financiera de 2008, muchos de los proyectos de Related Group atravesaron conflictos financieros debido a que los compradores, muchos de los cuales eran especuladores, se negaron a instalarse en sus apartamentos o los bancos se negaron a otorgar préstamos para inversiones inmobiliarias o de vivienda a los compradores. Como empresa separada, Pérez creó un fondo de cobertura para comprar bienes raíces en dificultades. Antes de la crisis financiera de 2007, Forbes fijó su riqueza en $1.3 mil millones. En marzo de 2013, su riqueza se situó en1.200 millones con un resurgimiento constante de los precios inmobiliarios de Florida.
Su firma ha construido proyectos en Argentina, Brasil, Panamá, Uruguay y México. La compañía ha completado proyectos de condominios de rascacielos que incluyen 50 Biscayne, Icon Brickell, Icon South Beach, Murano en Portofino y Paraiso Bay, entre otros.
En 2017, la compañía inició la construcción de un proyecto de apartamentos de lujo de 400 unidades en Tampa, Florida y también planea construir más de 700 unidades en el oeste de Florida en los próximos años. The Related Group abrió una oficina en 2017 en Dallas con planes de construir apartamentos en Denver, Las Vegas, Phoenix y otros mercados importantes de Texas. En 2018, Related Group y Block Capital Group iniciaron la construcción de un desarrollo de uso mixto llamado Bradley, un edificio de apartamentos de 175 unidades en Miami. Kravitz Design, la firma del músico Lenny Kravitz, diseñará el interior del proyecto. The Related Group abrió Icon Midtown, un apartamento de gran altura en la sección Midtown de Atlanta, en 2018. Es el primer desarrollo completado de Pérez en Georgia. Wynwood 25, una sociedad entre Pérez y East End Capital, entregará 289 apartamentos de alquiler que variarán en tamaño desde 400 a 1,200 pies cuadrados. Está previsto que la construcción finalice en 2019.

## Vida personal
Pérez vive en Miami, Florida, con su esposa, Darlene Pérez. Tiene cuatro hijos. Es amigo y ex socio comercial del presidente Donald Trump, quien escribió el prólogo del libro de Pérez de 2008, Powerhouse Principles,  aunque desde entonces ha criticado públicamente la presidencia de Trump.

## Obras seleccionadas
- Principios potentes: el plan definitivo para el éxito inmobiliario en un mercado en constante cambio . Nueva York: New American Library. 2008. ISBN 0-451-22705-0